# Willy Salomon
Willy Salomon (* 13. April 1891 in Frankfurt am Main; † 3. September 1958 in London) war ein deutscher Pianist, Komponist und Musikpädagoge.

## Leben
Willy Salomon besuchte in Frankfurt am Main die Wöhlerschule. Von 1908 bis 1916 studierte er an Dr. Hoch’s Konservatorium bei Alfred Hoehn (Klavier), Bernhard Sekles (Komposition), Iwan Knorr (Komposition), sowie an der Johann Wolfgang Goethe-Universität Musikästhetik bei Moritz Bauer. Bei diesem wurde er auch 1925 mit einer Arbeit über das Liedschaffen Hugo Wolfs zum Dr. phil. promoviert. Später wirkte er selbst als Dozent für Musikästhetik an Dr. Hoch’s Konservatorium, war Korrepetitor an der Oper Frankfurt, hielt Seminare und Einführungsvorträge zu musikalischen Werken, und war als Pianist und Liedbegleiter im Frankfurter Konzertleben präsent.
1933 wurde er aufgrund des „Gesetzes zur Wiederherstellung des Berufsbeamtentums“ am Konservatorium entlassen und wirkte zunächst in Frankfurt weiter als Privatlehrer und Dozent, und war eine wesentliche Stütze des Jüdischen Kulturbunds. Nach der Reichspogromnacht 1938 wurde er zunächst ins Konzentrationslager Buchenwald deportiert, von wo er durch die Intervention des Verlobten seiner Schwester wieder freikam. Er emigrierte nach England, wo er jedoch nach Kriegsausbruch als „Enemy Alien“ (feindlicher Ausländer) in dem bis 1941 bestehenden Internierungslager Onchan (Isle of Man) festgesetzt wurde. Im Lager gründete er eine Art jüdisches Lehrhaus, hielt Vorträge über Musik und gab Konzerte als Kammermusiker. Einige Mitglieder des späteren Amadeus-Quartetts verdanken ihm in dieser Zeit großen Einfluss in ihrer künstlerischen Entwicklung. Nach seiner Freilassung arbeitete er in London als freier Gesangslehrer, Korrepetitor und Liedbegleiter. Eine Anfrage Salomons von 1949, ob er nach der Rückkehr aus dem Exil mit einer Anstellung an der Frankfurter Musikhochschule rechnen könne, wurde vom Kulturamt der Stadt negativ beantwortet. Eine Einladung von Wieland und Wolfgang Wagner, als Korrepetitor bei den Bayreuther Festspielen mitzuarbeiten, lehnte er ab.
Salomon war in erster Ehe mit der Opernsängerin Erna Recka geb. Acherknecht verheiratet und später von ihr geschieden. Er starb am 3. September 1958 nach schwerer Krankheit und wurde von seiner zweiten Ehefrau überlebt.

## Werke
Das Werkverzeichnis folgt im Wesentlichen der Auflistung bei Joachim Carlos Martini. Der Verbleib der meisten Werke – soweit nicht einzeln nachgewiesen – ist derzeit unklar.
- 5 Lieder op. 3, Text: Otto Julius Bierbaum (darin: Nr. 1: „Devotionalie“). Wunderhorn-Verl., München 1914, OCLC 165373275
- Appell „Ich hört’ viel Dichter klagen“ (Lied für eine Singstimme mit Klavierbegleitung, Text Joseph von Eichendorff). Baselt, Frankfurt a. M. 1916, OCLC 1492559858/ OCLC 254537177.
- Valse enivrante. 1919[7]
- Spanische Lieder
- Lieder und Arien (u. a. „Die Straßburger-Münster Engelchen“)
- Jüdisches Wiegenlied
- Der Traum
- Bearbeitung des „Schatz-Walzers“ aus dem Zigeunerbaron von Johann Strauss für zwei Klaviere
- Präludium und Fuge fis-Moll

Schriften:
- Hugo Wolf als Liedkomponist. Dissertation Frankfurt a. M. 1924, OCLC 491965127.
- "Carmen", eine Analyse. Frankfurt 1933, OCLC 844359011.
- Wege zum Musikverständnis. Essay.